# Versailles
Versailles (phiên âm tiếng Việt: Véc-xai) là tỉnh lỵ của tỉnh Yvelines, thuộc vùng hành chính Île-de-France của nước Pháp, có dân số là 85.726 người (thời điểm 1999).

## Các thành phố kết nghĩa
- Nara, Nhật Bản
- Puschkin, Nga

## Những người con của thành phố
- Nicolas Anelka, vận động viên bóng đá
- Philipp V. (Spanien), vua của Tây Ban Nha
- Stéphane Audran, nữ diễn viên
- François-Achille Bazaine, thống chế của Pháp
- Stéphanie de Beauharnais, con gái nuôi của Napoléon Bonaparte và là nữ đại công tước của Baden
- Charles-Ferdinand, duc de Berry, con trai của Comte d'Artois
- Louis-Alexandre Berthier, tướng quân đội và thống chế của Pháp
- Hélène Boucher, cựu nữ phi công
- Charles Michel de l'Epée, sáng lập trường đầu tiên cho người điếc
- François René Gebauer, nhà soạn nhạc và nhạc trưởng dàn nhạc
- Pierre-Marie Gerlier, tổng Giám mục của Lyon và hồng y giáo chủ
- Michel Gondry, đạo diễn phim và video nhạc
- Jacques Salomon Hadamard, nhà toán học
- Julie Halard-Decugis, cựu nữ vận động viên quần vợt
- Jean-Antoine Houdon, nhà điêu khắc
- Hyacinthe Jadin, nhà soạn nhạc và giáo sư
- Louis Emmanuel Jadin, nhà soạn nhạc và giáo sư
- Charles X của Pháp, vua của Pháp
- Rodolphe Kreutzer, thầy giáo, nhạc trưởng dàn nhạc và nhà soạn nhạc
- Ferdinand de Lesseps, nhà ngoại giao, kỹ sư và người xây dựng kênh đào Suez
- Jules Antoine Lissajous, nhà vật lý học
- Pierre Louis Louvel, người giết Charles Ferdinand, duc de Berry
- Louis của Frankreich, công tước của Bourbon, người kế vị ngai vàng
- Louis XV của Pháp, vua Pháp
- Louis XVI của Pháp, vua Pháp
- Louis XVII của Pháp,
- Louis XVIII của Pháp, vua Pháp
- Jean-François Lyotard, triết gia và nhà phê bình văn học
- Marie Thérèse Charlotte của Frankreich, con gái của vua Louis XVI
- Jean-Frédéric Phélypeaux, comte de Maurepas, chính khách
- François Quesnay, bác sĩ và nhà kinh tế học
- André Michaux, nhà thực vật học
- Louis-Philippe, công tước của Orléans, con trai của công tước Louis của Orléans
- Marie Louise Elisabeth của Orléans, con gái của Philipp II của Orléans
- Anne Tismer, nữ diễn viên

## Giáo dục
- Đại học Versailles